# 奧地利的斐迪南·卡爾
奧地利的斐迪南·卡爾·路德維希·約瑟夫·約翰·瑪麗亞（德語：Ferdinand Karl Ludwig Joseph Johann Maria，1868年12月27日—1915年3月12日），卡爾·路德維希大公的幼子，奧地利皇帝法蘭茲·約瑟夫一世的姪子。
1909年，斐迪南·卡爾和貝兒塔·舒伯（Bertha Czuber）結婚。由於是貴庶通婚，斐迪南·卡爾於1911年在法蘭茲·約瑟夫一世的命令下放棄哈布斯堡王朝的頭銜，改為使用「斐迪南·貝格（Ferdinand Burg）」作為姓名。
1915年，斐迪南·卡爾因結核病去世，享年46歲。